# Утка, смерть и тюльпан
«Утка, смерть и тюльпан» — книжка с картинками немецкого иллюстратора и писателя Вольфа Эрлбруха, вышедшая в 2007 году. Философская притча об Утке, которая встречает Смерть и постепенно сближается c ней, приобрела большую известность, была переведена на иностранные языки (в т.ч. английский, французский, итальянский,  турецкий, польский, шведский и др.), а также экранизирована. Рекомендована детям от 7 лет. Работа над книгой заняла у Эрлбруха десять лет.

## Сюжет
Утка замечает, что за ней кто-то следует. Оказывается, что это Смерть, и он (в оригинале это персонаж мужского пола) следует за Уткой ещё с рождения, поскольку конец жизни может настать в любой момент. Утка и Смерть беседуют, обсуждая то, что Утка слышала о загробной жизни: она интересуется, правда ли некоторые утки после смерти становятся ангелами, а некоторых поджаривают на огне, однако Смерть не склонна рассказывать про это.
Когда Утка предлагает поплавать в пруду, Смерть вскоре выбирается на берег, и Утка, видя, что та замёрзла, предлагает погреть её. Они забираются на дерево и смотрят на пруд с высоты: Утка понимает, что вот так, без неё, пруд и будет выглядеть после её смерти.
Наступает осень. В какой-то момент Утке становится холодно. С первыми снежинками Утка умирает. Смерть относит её в большую реку и кладёт ей на грудь тюльпан. Утка медленно уплывает по реке, а Смерть чувствует, что успела проникнуться симпатией к своей знакомой. «Такова жизнь», — думает в конце Смерть.

## Критика
Обозреватель The Guardian Мэг Розофф высоко оценила книгу, назвав её выдающейся и отметив, что она посвящена необычной для детских книжек с картинками теме смерти, во многом являющейся табуированной в детской литературе. Вместе с тем, рисункам автора «свойственна утончённость и мягкий юмор, которые позволяют нам справиться с серьёзностью сюжета». По мнению обозревателя, книга будет занимать важное место в литературе для детей ещё долго после того, как будут забыты многие сегодняшние бестселлеры.

## Награды и номинации
- 2008 — Премия по немецкой детской литературе (Deutscher Jugendliteraturpreis): один из пяти номинантов[10]
- 2008 — Нидерландская премия за лучшие книжные иллюстрации (Gouden Penseel): почётное упоминание[11][12]

## Экранизации и постановки
Минималистичный кукольный спектакль с двумя актёрами был поставлен по книге немецким режиссёром Йоргом Леманном. В 2009 году спектакль стал победителем в конкурсе спектаклей для детей ИКАР и получил восторженные отклики в прессе. В апреле 2015 года спектакль был показан во время Недели Германии в Санкт-Петербурге.
В 2010 году немецкий режиссёр Маттиас Брюн снял по книге 11-минутный анимационный фильм с тем же названием. Фильм, основанный на стилистике оригинальных рисунков из книги, получил ряд наград и претендовал на премию «Оскар».
Мотивы книги были использованы также в одноимённом немецком короткометражном художественном фильме 2011 года, в котором девочки, оставшиеся после смерти матери с дядей, читают с ним вместе книгу Эрлбруха.